# Makbule Efe
Makbule Efe o Gördesli Makbule (en català: Makbule de Gördes) (Gördes, Manisa, 1902 - Kocayayla, 17 de març de 1922) fou una paramilitar turca que va lluitar contra les forces d'ocupació greges, en la Guerra d'independència turca, juntament amb el seu marit, Halil Efe. Es va casar el 1921, a Demirci, un poble de Manisa, i al cap de dos mesos es va convertir en una "efe", o líder zeybek. Va lluitar durant 8 mesos abans de ser morta en acció a Kocayayla, en les muntanyes entre Akhisar, província de Manisa, i Sındırgı, província de Balıkesir. Segons una font, altres efes i zeybeks tenien sentiments cap a Halil Efe, per estar el junts amb Makbule a les muntanyes, mentre que molts d'ells tenien les seves dones fetes ostatges pels grecs. Avui considerada una heroina de la "Milli Mücadele" (LLuita Nacional), la tomba de Makbule Efe ha estat descoberta el 2000. El seu marit, Halil Efe, morí just dos mesos després, a la batalla de Selendi, el 17 de maig de 1922.

## Reconeixement
El liceu Sındırgı Makbule Efe Anadolu Lisesi de Sındırgı, Balıkesir, porta el seu nom